# Amazon S3
Amazon Simple Storage Service (Amazon S3) — сервіс-сховище даних, один з Amazon Web Services. Сервіс надає можливість для зберігання й отримання будь-якого обсягу даних, у будь-який час з будь-якої точки мережі, тобто так званий файловий хостинг. За допомогою Amazon S3 досягається висока масштабованість, надійність, висока швидкість, недорога інфраструктура зберігання даних. Вперше з'явилася в березні 2006 року в США та в листопаді 2007 року в Європі.
Amazon S3 використовується багатьма іншими сервісами для зберігання та хостингу файлів. Наприклад, сервіси зберігання та обміну файлів Dropbox й Ubuntu One, вебсторінки Twitter та Woot.com, завантажувач онлайн гри Minecraft[джерело?].

## Продуктивність сервісу
В березні 2012 року компанія Nasuni провела експеримент, протягом якого почергово передавався великий обсяг інформації (12 Тб) з одного хмарного сервісу в інший. В досліді брали участь найрейтинговіші хмарні сервіси, такі як: Amazon S3, Windows Azure та Rackspace. На подив дослідників, швидкість передачі інформації сильно відрізнялася в залежності від того, який хмарний сервіс приймав дані. Найкращий показник швидкості запису даних виявився в Amazon S3, передача інформації із двох інших сервісів займала всього 4-5 годин, водночас для Rackspace знадобилося трохи менше одного тижня, а в Windows Azure - 40 годин.